# مجزرة اسك
مجزرة اسك، (بالإنجليزية: Ascq massacre)‏، هي مجزرة 86 رجلا، وقعت في 1 أبريل 1944 خلال الحرب العالمية الثانية في اسك فرنسا.